# Ligne rouge (association politique)
Pour les articles homonymes, voir Ligne rouge.
La Ligne rouge est un groupe maoïste français créé en 1969 par des militants issus du MCF-ML et de l'UJCML qui critique le populisme du PCMLF (comme son soutien aux petits commerçants), ses dérives spontanéistes, et l'abandon de son rôle dirigeant dans la lutte des classes.
En 1970, Ligne rouge fusionne avec le groupe Voix populaire pour donner naissance à Prolétaire ligne rouge.